# Temporada 2015-2016 de l'EC Granollers
Un Esport Club Granollers capaç del millor i del pitjor comença la temporada arribant a la final del primer Torneig d'Històrics del Futbol Català que disputava, i l'acaba depenent de tercers, salvant la categoria en el darrer alè gràcies a l'ascens del CF Gavà a Segona B. L'anhelat retorn a Tercera Divisió després de nou anys s'iniciava pagant la novatada de l'article 70è del Reglament General de la Federació, pel qual s'estableix un mínim de sis jugadors Sub-23. Ni la junta directiva ni el cos tècnic (ambdós novells a la categoria) ho havien tingut en compte i, amb alguns fitxatges ja aparaulats, es veuen obligats a sacrificar al jugador Aleix Pinadella, puntal de l'equip al lateral dret durant les darreres quatre temporades. Esportivament, una bona primera volta situa l'equip en posicions de playoff tot i no amarrar els punts en alguns partits, però una plaga de lesions a la segona part del campionat i una ratxa de set derrotes consecutives (rècord negatiu a Tercera) desmoronen la feina feta i aboquen l'equip a dependre de dos ascensos no compensats.

## Fets destacats
2015
- 9 d'agost: en la seva primera participació, el Granollers arriba a la final del Torneig d'Històrics del Futbol Català, perdent amb el CE L'Hospitalet per 1 a 2.[2][3]

2016
- 11 d'abril: amb un bagatge de només un partit guanyat dels deu darrers, la junta directiva esgota la confiança en el cos tècnic i el substitueix pels exjugadors del club Antonio Hidalgo i David Charcos.[4][5][6][7][8][9]
- 20 de maig: el mandat de Xavier Abolafio al capdavant del club es prorroga automàticament per 6 anys més en no presentar-se cap candidatura alternativa.[10][11]
- 25 de maig: un mes i mig després d'arribar, Hidalgo comunica la seva decisió de deixar el club per anar a entrenar l'AEK Làrnaca de Xipre.[12][13][14]
- 30 de maig: Albert Cámara és designat nou entrenador.[15][16]

## Plantilla
| Núm. | Pos. |           | Jugador                            | Procedència        | Temporada |
| ---- | ---- | --------- | ---------------------------------- | ------------------ | --------- |
|      | POR  | Catalunya | José Ortega Díaz                   | Terrassa FC        | 2015-2016 |
|      | POR  | Catalunya | Joan Guillamat Ribó                | juvenil            | 2015-2016 |
|      | DEF  | Catalunya | Roger Bellavista Fortuny           | UE Vic             | 2010-2011 |
|      | DEF  | Catalunya | David Durán Fuentes                | CF Ripollet        | 2013-2014 |
|      | DEF  | Catalunya | Gerard Font López                  | CF Damm            | 2013-2014 |
|      | DEF  | Catalunya | Sergi Valls Buiza                  | Palamós CF         | 2013-2014 |
|      | DEF  | Catalunya | Mario Martín Flores                | CF Mollet UE       | 2014-2015 |
|      | DEF  | Catalunya | Eloi Zamorano Coll                 | Girona FC B        | 2015-2016 |
|      | DEF  | Catalunya | Sergio González González           | UD Torredembarra   | 2015-2016 |
|      | DEF  | Catalunya | Aitor Torres Martínez              | UE Sant Andreu     | 2015-2016 |
|      | DEF  | Catalunya | Marcos Javier Molina Orbea         | juvenil            | 2015-2016 |
|      | MIG  | Catalunya | Àlex Gil Salas                     | CF Mollet UE       | 2013-2014 |
|      | MIG  | Catalunya | Ramon Suárez Ibáñez                | CF Mollet UE       | 2014-2015 |
|      | MIG  | Catalunya | Héctor Miguel Páez                 | CD Masnou          | 2014-2015 |
|      | MIG  | Catalunya | Ricard Alcántara Martorell 'Ricky' | UE Vilassar de Mar | 2015-2016 |
|      | MIG  | Catalunya | Marc Burgos López                  | CE Sabadell FC B   | 2015-2016 |
|      | MIG  | Catalunya | Roger Martínez Rosique 'Rugi'      | AE Prat            | 2015-2016 |
|      | MIG  | Catalunya | Marc Vélez Alonso                  | juvenil            | 2015-2016 |
|      | DAV  | Catalunya | Eduard Cosme Bruy                  | CP San Cristóbal   | 2011-2012 |
|      | DAV  | Catalunya | Diego Novo Bruña                   | CF Mollet UE       | 2013-2014 |
|      | DAV  | Catalunya | David Bauli Palacios               | CF Vilanova        | 2014-2015 |
|      | DAV  | Catalunya | Marcelo Luna Sáez                  | UE Avià            | 2015-2016 |
|      | DAV  | Catalunya | Dídac Rodríguez González 'Didi'    | FC Santboià        | 2015-2016 |
|      | DAV  | Catalunya | Ferran Vila Bassas                 | UE Rubí            | 2015-2016 |
|      | DAV  | Catalunya | Carlos Cano Jiménez                | Santfeliuenc FC    | 2015-2016 |
|      | DAV  | Catalunya | Roger Mora Torrent                 | juvenil            | 2015-2016 |
|      | DAV  | Catalunya | Pedro Bilbao Tejeda                | CE Europa          | 2015-2016 |
|      | DAV  | Catalunya | Antoni Atanasio González           | juvenil            | 2015-2016 |

Altres jugadors utilitzats a la pretemporada: David Fernández García 'Peque', Marc Samper Lao (Málaga juvenil), Arnau Fortuny Muñoz (Caldes), Jorge Berjano Vivas (juvenil), Pol Montpart Pujol (juvenil), Arnau Alonso Gelabert (juvenil), Adrián Molero Camacho. 

Llegenda:  ·   Capità  ·   Juvenil  ·   Lesionat  ·   Altes  ·   Passaport europeu  ·   Extracomunitari  ·   Extracomunitari sense restricció
| Baixes 2014-2015                  | Destinació       |
| David Charcos Gastón              | retirat          |
| Jaume Mañosa Ventura              | CF Mollet UE     |
| Aleix Béjar Torruella             | UE Avià          |
| Àlex Fajardo Marín                | UE Llagostera B  |
| Marc Vilà Carreras                | CE Farners       |
| Sergi Estrada Domínguez           | UE Rubí          |
| Òscar Almendros Burruecos         | UE Llagostera B  |
| Joan Antoni Cañadas Pesquera      | retirat          |
| Adrià Aliaga Gómez                | CE Sabadell FC B |
| Oriol Vila Martí                  | UE Engordany     |
| Juan Luis Estévez Ubieto 'Juanlu' | CF Montañesa     |
| Carles Balcells Méndez            | CF Arenys de Mar |
| Alejandro Fuentes Mendoza         | UE Canovelles    |
| Aleix Pinadella Bernabéu          | UE Tona          |

| Baixes 2015-2016               | Destinació         |
| David Fernández García 'Peque' | UE Avià            |
| Marc Samper Lao                | CD Masnou          |
| Diego Novo Bruña               | CE Llinars         |
| Sergio González González       | UE Vilassar de Mar |
| Marc Burgos López              | Terrassa FC        |

| Jornades | 01 | 02 | 03 | 04 | 05 | 06 | 07 | 08 | 09 | 10 | 11 | 12 | 13 | 14 | 15 | 16 | 17 | 18 | 19 | 20 | 22 | 23 | 24 | 25 | 26 | 27 | 28 | 29 | 21 | 30 | 31 | 32 | 33 | 34 | 35 | 36 | 37 | 38 | Sumatoris       | PJ              | GM | GE | TG  | TV |
| --- | --- | --- | --- | --- | --- | --- | --- | --- | --- | --- | --- | --- | --- | --- | --- | --- | --- | --- | --- | --- | --- | --- | --- | --- | --- | --- | --- | --- | --- | --- | --- | --- | --- | --- | --- | --- | --- | --- | --------------- | --------------- | -- | -- | --- | -- |
| Ortega | T | T | T | T | T | T | T | T | T | T | T | T | T | T | T | T | T | T | T | T | T | T | T | T | T | T | T | T | T | T | T | T | T | T | T | T | T | T | Ortega          | 38              |    | 63 |     |    |
| Eloi | T | T | T | T | T | T | T | T | T | T | T | T | T | T | T | T | | S | T | T | T | T | T | T | E | T | S | | T | T | T | T | T | T | T | T | T | T | Eloi            | 36              | 2  |    | 13  |    |
| Ricky | S | T | | S | T | S | E | S | S | T | T | E | T | T | T | T | T | T | T | | | S | | E | T | T | T | S | T | T | E | T | T | S | T | T | S | S | Ricky           | 34              | 2  |    | 10  |    |
| Didi | S | S | E | S | S | T | S | S | S | T | T | T | T | S | T | T | T | S | S | S | S | S | E | S | E | T | | | S | S | T | S | S | S | | | | | Didi            | 32              | 7  |    | 6   |    |
| Ferran Vila | | E | S | T | S | S | S | E | E | S | S | T | S | S | T | S | S | T | E | E | S | | | E | E | | T | T | T | S | | | E | S | T | S | S | S | Ferran Vila     | 32              | 4  |    | 4   |    |
| Bauli | E | | S | E | E | | E | E | E | T | E | S | E | S | E | S | S | S | E | T | | | E | T | T | E | T | E | | | | T | S | E | E | E | E | E | Bauli           | 31              | 8  |    | 8   | 1  |
| Rugi | S | S | | S | T | T | T | T | T | T | T | T | S | T | T | T | T | T | | T | T | T | T | T | S | T | T | T | T | T | S | T | S | | | | | | Rugi            | 31              | 3  |    | 7   |    |
| Suárez | T | T | E | T | T | T | T | T | | | T | T | T | T | S | T | S | T | T | T | | T | T | T | T | S | S | | | | T | T | T | | E | T | T | T | Suárez          | 31              |    |    | 12  | 1  |
| Carlos Cano | T | T | S | T | S | T | S | T | T | E | T | T | S | T | T | S | | E | T | S | T | S | S | | | | | | | T | S | | E | T | S | T | T | T | Carlos Cano     | 30              | 16 |    | 9   |    |
| Font | T | | T | T | T | T | T | T | T | | E | T | T | T | T | T | T | T | T | T | T | T | T | | | T | T | T | S | | | S | | | E | E | T | T | Font            | 30              | 1  |    | 8   | 2  |
| Héctor | E | | | | | | | E | E | E | S | S | | E | E | E | T | T | T | T | E | E | T | T | T | S | S | S | T | T | T | | T | T | T | T | S | S | Héctor          | 30              |    |    | 6   |    |
| Sergi Valls | | | | T | T | S | | | S | T | T | S | | | | T | T | T | S | T | T | | E | S | T | E | E | T | E | T | T | | T | T | T | S | T | | Sergi Valls     | 27              | 1  |    | 12  |    |
| David Durán | T | T | T | | E | E | T | T | T | S | S | E | T | T | S | | E | | | | | T | | | T | | E | T | S | T | T | S | | T | S | T | | | David Durán     | 26              | 1  |    | 12  | 1  |
| Pedro Bilbao | | | | | | | | | | | | | | | | | E | E | T | T | E | T | S | T | S | T | T | S | E | E | S | T | T | E | S | S | E | E | Pedro Bilbao    | 22              | 2  |    | 2   |    |
| Mora | | | | | | | E | | | E | | | E | E | | E | E | | E | | E | E | S | E | | S | E | T | T | E | E | E | E | | | | E | E | Mora            | 21              | 1  |    | 2   |    |
| Àlex Gil | T | T | T | T | T | T | T | T | T | | | | | | | | | | S | | T | T | T | S | S | E | | | | | | | | E | | E | T | T | Àlex Gil        | 20              | 2  |    | 2   |    |
| Burgos | T | T | T | E | E | E | T | S | T | S | E | E | T | E | S | E | | | | E | T | | | | | | | | | | | | | | | | | | Burgos          | 18              |    |    | 6   |    |
| Aitor Torres | | | | | | | | | | | | | | | | | | | | | | | T | T | T | T | T | T | T | T | T | T | T | T | T | T | | T | Aitor Torres    | 15              |    |    | 2   |    |
| Bellavista | | | | | | | | | | T | | | E | | E | | T | E | | | S | E | | | | | | | | | | E | | T | T | | T | T | Bellavista      | 12              |    |    | 3   | 1  |
| Marcelo | E | E | T | E | | | | | | | | | | | | | | | | | | | | | | | | | | | | | | | | | | | Marcelo         | 4               |    |    | 1   |    |
| Diego Novo | | E | E | | | E | | | | | | | | | | | | | | | | | | | | | | | | | | | | | | | | | Diego Novo      | 3               |    |    |     |    |
| S. González | | S | T | | | | | | | | | | | | | | | | | | | | | | | | | | | | | | | | | | | | S. González     | 2               |    |    | 1   |    |
| Marc Vélez | | | | | | | | | | | | | | | | | | | | | | | | | | | | E | E | | | | | | | | | | Marc Vélez      | 2               |    |    |     |    |
| Marcos | | | | | | | | | | | | | | | | | | | | | | | | | | | | | | | E | E | | | | | | | Marcos          | 2               |    |    |     |    |
| Atanasio | | | | | | | | | | | | | | | | | | | | | | | | | | | | E | | | | | | | | | | | Atanasio        | 1               |    |    |     |    |
| Joan | | | | | | | | | | | | | | | | | | | | | | | | | | | | | | | | | | | | | | | Joan            | -               |    |    |     |    |
| Edu Cosme | | | | | | | | | | | | | | | | | | | | | | | | | | | | | | | | | | | | | | | Edu Cosme       | -               |    |    |     |    |
| Mario | | | | | | | | | | | | | | | | | | | | | | | | | | | | | | | | | | | | | | | Mario           | -               |    |    |     |    |
| T:titular, S:surt, E:entra, ES:entra i surt, PJ:partits jugats, GM:gols marcats, GE:gols encaixats, TG:targetes grogues, TV:targetes vermelles \| groga \| groga + groga \| groga + vermella \| vermella \| sanció \| lesió \| baixa \| | T:titular, S:surt, E:entra, ES:entra i surt, PJ:partits jugats, GM:gols marcats, GE:gols encaixats, TG:targetes grogues, TV:targetes vermelles \| groga \| groga + groga \| groga + vermella \| vermella \| sanció \| lesió \| baixa \| | T:titular, S:surt, E:entra, ES:entra i surt, PJ:partits jugats, GM:gols marcats, GE:gols encaixats, TG:targetes grogues, TV:targetes vermelles \| groga \| groga + groga \| groga + vermella \| vermella \| sanció \| lesió \| baixa \| | T:titular, S:surt, E:entra, ES:entra i surt, PJ:partits jugats, GM:gols marcats, GE:gols encaixats, TG:targetes grogues, TV:targetes vermelles \| groga \| groga + groga \| groga + vermella \| vermella \| sanció \| lesió \| baixa \| | T:titular, S:surt, E:entra, ES:entra i surt, PJ:partits jugats, GM:gols marcats, GE:gols encaixats, TG:targetes grogues, TV:targetes vermelles \| groga \| groga + groga \| groga + vermella \| vermella \| sanció \| lesió \| baixa \| | T:titular, S:surt, E:entra, ES:entra i surt, PJ:partits jugats, GM:gols marcats, GE:gols encaixats, TG:targetes grogues, TV:targetes vermelles \| groga \| groga + groga \| groga + vermella \| vermella \| sanció \| lesió \| baixa \| | T:titular, S:surt, E:entra, ES:entra i surt, PJ:partits jugats, GM:gols marcats, GE:gols encaixats, TG:targetes grogues, TV:targetes vermelles \| groga \| groga + groga \| groga + vermella \| vermella \| sanció \| lesió \| baixa \| | T:titular, S:surt, E:entra, ES:entra i surt, PJ:partits jugats, GM:gols marcats, GE:gols encaixats, TG:targetes grogues, TV:targetes vermelles \| groga \| groga + groga \| groga + vermella \| vermella \| sanció \| lesió \| baixa \| | T:titular, S:surt, E:entra, ES:entra i surt, PJ:partits jugats, GM:gols marcats, GE:gols encaixats, TG:targetes grogues, TV:targetes vermelles \| groga \| groga + groga \| groga + vermella \| vermella \| sanció \| lesió \| baixa \| | T:titular, S:surt, E:entra, ES:entra i surt, PJ:partits jugats, GM:gols marcats, GE:gols encaixats, TG:targetes grogues, TV:targetes vermelles \| groga \| groga + groga \| groga + vermella \| vermella \| sanció \| lesió \| baixa \| | T:titular, S:surt, E:entra, ES:entra i surt, PJ:partits jugats, GM:gols marcats, GE:gols encaixats, TG:targetes grogues, TV:targetes vermelles \| groga \| groga + groga \| groga + vermella \| vermella \| sanció \| lesió \| baixa \| | T:titular, S:surt, E:entra, ES:entra i surt, PJ:partits jugats, GM:gols marcats, GE:gols encaixats, TG:targetes grogues, TV:targetes vermelles \| groga \| groga + groga \| groga + vermella \| vermella \| sanció \| lesió \| baixa \| | T:titular, S:surt, E:entra, ES:entra i surt, PJ:partits jugats, GM:gols marcats, GE:gols encaixats, TG:targetes grogues, TV:targetes vermelles \| groga \| groga + groga \| groga + vermella \| vermella \| sanció \| lesió \| baixa \| | T:titular, S:surt, E:entra, ES:entra i surt, PJ:partits jugats, GM:gols marcats, GE:gols encaixats, TG:targetes grogues, TV:targetes vermelles \| groga \| groga + groga \| groga + vermella \| vermella \| sanció \| lesió \| baixa \| | T:titular, S:surt, E:entra, ES:entra i surt, PJ:partits jugats, GM:gols marcats, GE:gols encaixats, TG:targetes grogues, TV:targetes vermelles \| groga \| groga + groga \| groga + vermella \| vermella \| sanció \| lesió \| baixa \| | T:titular, S:surt, E:entra, ES:entra i surt, PJ:partits jugats, GM:gols marcats, GE:gols encaixats, TG:targetes grogues, TV:targetes vermelles \| groga \| groga + groga \| groga + vermella \| vermella \| sanció \| lesió \| baixa \| | T:titular, S:surt, E:entra, ES:entra i surt, PJ:partits jugats, GM:gols marcats, GE:gols encaixats, TG:targetes grogues, TV:targetes vermelles \| groga \| groga + groga \| groga + vermella \| vermella \| sanció \| lesió \| baixa \| | T:titular, S:surt, E:entra, ES:entra i surt, PJ:partits jugats, GM:gols marcats, GE:gols encaixats, TG:targetes grogues, TV:targetes vermelles \| groga \| groga + groga \| groga + vermella \| vermella \| sanció \| lesió \| baixa \| | T:titular, S:surt, E:entra, ES:entra i surt, PJ:partits jugats, GM:gols marcats, GE:gols encaixats, TG:targetes grogues, TV:targetes vermelles \| groga \| groga + groga \| groga + vermella \| vermella \| sanció \| lesió \| baixa \| | T:titular, S:surt, E:entra, ES:entra i surt, PJ:partits jugats, GM:gols marcats, GE:gols encaixats, TG:targetes grogues, TV:targetes vermelles \| groga \| groga + groga \| groga + vermella \| vermella \| sanció \| lesió \| baixa \| | T:titular, S:surt, E:entra, ES:entra i surt, PJ:partits jugats, GM:gols marcats, GE:gols encaixats, TG:targetes grogues, TV:targetes vermelles \| groga \| groga + groga \| groga + vermella \| vermella \| sanció \| lesió \| baixa \| | T:titular, S:surt, E:entra, ES:entra i surt, PJ:partits jugats, GM:gols marcats, GE:gols encaixats, TG:targetes grogues, TV:targetes vermelles \| groga \| groga + groga \| groga + vermella \| vermella \| sanció \| lesió \| baixa \| | T:titular, S:surt, E:entra, ES:entra i surt, PJ:partits jugats, GM:gols marcats, GE:gols encaixats, TG:targetes grogues, TV:targetes vermelles \| groga \| groga + groga \| groga + vermella \| vermella \| sanció \| lesió \| baixa \| | T:titular, S:surt, E:entra, ES:entra i surt, PJ:partits jugats, GM:gols marcats, GE:gols encaixats, TG:targetes grogues, TV:targetes vermelles \| groga \| groga + groga \| groga + vermella \| vermella \| sanció \| lesió \| baixa \| | T:titular, S:surt, E:entra, ES:entra i surt, PJ:partits jugats, GM:gols marcats, GE:gols encaixats, TG:targetes grogues, TV:targetes vermelles \| groga \| groga + groga \| groga + vermella \| vermella \| sanció \| lesió \| baixa \| | T:titular, S:surt, E:entra, ES:entra i surt, PJ:partits jugats, GM:gols marcats, GE:gols encaixats, TG:targetes grogues, TV:targetes vermelles \| groga \| groga + groga \| groga + vermella \| vermella \| sanció \| lesió \| baixa \| | T:titular, S:surt, E:entra, ES:entra i surt, PJ:partits jugats, GM:gols marcats, GE:gols encaixats, TG:targetes grogues, TV:targetes vermelles \| groga \| groga + groga \| groga + vermella \| vermella \| sanció \| lesió \| baixa \| | T:titular, S:surt, E:entra, ES:entra i surt, PJ:partits jugats, GM:gols marcats, GE:gols encaixats, TG:targetes grogues, TV:targetes vermelles \| groga \| groga + groga \| groga + vermella \| vermella \| sanció \| lesió \| baixa \| | T:titular, S:surt, E:entra, ES:entra i surt, PJ:partits jugats, GM:gols marcats, GE:gols encaixats, TG:targetes grogues, TV:targetes vermelles \| groga \| groga + groga \| groga + vermella \| vermella \| sanció \| lesió \| baixa \| | T:titular, S:surt, E:entra, ES:entra i surt, PJ:partits jugats, GM:gols marcats, GE:gols encaixats, TG:targetes grogues, TV:targetes vermelles \| groga \| groga + groga \| groga + vermella \| vermella \| sanció \| lesió \| baixa \| | T:titular, S:surt, E:entra, ES:entra i surt, PJ:partits jugats, GM:gols marcats, GE:gols encaixats, TG:targetes grogues, TV:targetes vermelles \| groga \| groga + groga \| groga + vermella \| vermella \| sanció \| lesió \| baixa \| | T:titular, S:surt, E:entra, ES:entra i surt, PJ:partits jugats, GM:gols marcats, GE:gols encaixats, TG:targetes grogues, TV:targetes vermelles \| groga \| groga + groga \| groga + vermella \| vermella \| sanció \| lesió \| baixa \| | T:titular, S:surt, E:entra, ES:entra i surt, PJ:partits jugats, GM:gols marcats, GE:gols encaixats, TG:targetes grogues, TV:targetes vermelles \| groga \| groga + groga \| groga + vermella \| vermella \| sanció \| lesió \| baixa \| | T:titular, S:surt, E:entra, ES:entra i surt, PJ:partits jugats, GM:gols marcats, GE:gols encaixats, TG:targetes grogues, TV:targetes vermelles \| groga \| groga + groga \| groga + vermella \| vermella \| sanció \| lesió \| baixa \| | T:titular, S:surt, E:entra, ES:entra i surt, PJ:partits jugats, GM:gols marcats, GE:gols encaixats, TG:targetes grogues, TV:targetes vermelles \| groga \| groga + groga \| groga + vermella \| vermella \| sanció \| lesió \| baixa \| | T:titular, S:surt, E:entra, ES:entra i surt, PJ:partits jugats, GM:gols marcats, GE:gols encaixats, TG:targetes grogues, TV:targetes vermelles \| groga \| groga + groga \| groga + vermella \| vermella \| sanció \| lesió \| baixa \| | T:titular, S:surt, E:entra, ES:entra i surt, PJ:partits jugats, GM:gols marcats, GE:gols encaixats, TG:targetes grogues, TV:targetes vermelles \| groga \| groga + groga \| groga + vermella \| vermella \| sanció \| lesió \| baixa \| | T:titular, S:surt, E:entra, ES:entra i surt, PJ:partits jugats, GM:gols marcats, GE:gols encaixats, TG:targetes grogues, TV:targetes vermelles \| groga \| groga + groga \| groga + vermella \| vermella \| sanció \| lesió \| baixa \| | T:titular, S:surt, E:entra, ES:entra i surt, PJ:partits jugats, GM:gols marcats, GE:gols encaixats, TG:targetes grogues, TV:targetes vermelles \| groga \| groga + groga \| groga + vermella \| vermella \| sanció \| lesió \| baixa \| | En pròpia porta | En pròpia porta | 2  | 1  |     |    |
| T:titular, S:surt, E:entra, ES:entra i surt, PJ:partits jugats, GM:gols marcats, GE:gols encaixats, TG:targetes grogues, TV:targetes vermelles \| groga \| groga + groga \| groga + vermella \| vermella \| sanció \| lesió \| baixa \| | T:titular, S:surt, E:entra, ES:entra i surt, PJ:partits jugats, GM:gols marcats, GE:gols encaixats, TG:targetes grogues, TV:targetes vermelles \| groga \| groga + groga \| groga + vermella \| vermella \| sanció \| lesió \| baixa \| | T:titular, S:surt, E:entra, ES:entra i surt, PJ:partits jugats, GM:gols marcats, GE:gols encaixats, TG:targetes grogues, TV:targetes vermelles \| groga \| groga + groga \| groga + vermella \| vermella \| sanció \| lesió \| baixa \| | T:titular, S:surt, E:entra, ES:entra i surt, PJ:partits jugats, GM:gols marcats, GE:gols encaixats, TG:targetes grogues, TV:targetes vermelles \| groga \| groga + groga \| groga + vermella \| vermella \| sanció \| lesió \| baixa \| | T:titular, S:surt, E:entra, ES:entra i surt, PJ:partits jugats, GM:gols marcats, GE:gols encaixats, TG:targetes grogues, TV:targetes vermelles \| groga \| groga + groga \| groga + vermella \| vermella \| sanció \| lesió \| baixa \| | T:titular, S:surt, E:entra, ES:entra i surt, PJ:partits jugats, GM:gols marcats, GE:gols encaixats, TG:targetes grogues, TV:targetes vermelles \| groga \| groga + groga \| groga + vermella \| vermella \| sanció \| lesió \| baixa \| | T:titular, S:surt, E:entra, ES:entra i surt, PJ:partits jugats, GM:gols marcats, GE:gols encaixats, TG:targetes grogues, TV:targetes vermelles \| groga \| groga + groga \| groga + vermella \| vermella \| sanció \| lesió \| baixa \| | T:titular, S:surt, E:entra, ES:entra i surt, PJ:partits jugats, GM:gols marcats, GE:gols encaixats, TG:targetes grogues, TV:targetes vermelles \| groga \| groga + groga \| groga + vermella \| vermella \| sanció \| lesió \| baixa \| | T:titular, S:surt, E:entra, ES:entra i surt, PJ:partits jugats, GM:gols marcats, GE:gols encaixats, TG:targetes grogues, TV:targetes vermelles \| groga \| groga + groga \| groga + vermella \| vermella \| sanció \| lesió \| baixa \| | T:titular, S:surt, E:entra, ES:entra i surt, PJ:partits jugats, GM:gols marcats, GE:gols encaixats, TG:targetes grogues, TV:targetes vermelles \| groga \| groga + groga \| groga + vermella \| vermella \| sanció \| lesió \| baixa \| | T:titular, S:surt, E:entra, ES:entra i surt, PJ:partits jugats, GM:gols marcats, GE:gols encaixats, TG:targetes grogues, TV:targetes vermelles \| groga \| groga + groga \| groga + vermella \| vermella \| sanció \| lesió \| baixa \| | T:titular, S:surt, E:entra, ES:entra i surt, PJ:partits jugats, GM:gols marcats, GE:gols encaixats, TG:targetes grogues, TV:targetes vermelles \| groga \| groga + groga \| groga + vermella \| vermella \| sanció \| lesió \| baixa \| | T:titular, S:surt, E:entra, ES:entra i surt, PJ:partits jugats, GM:gols marcats, GE:gols encaixats, TG:targetes grogues, TV:targetes vermelles \| groga \| groga + groga \| groga + vermella \| vermella \| sanció \| lesió \| baixa \| | T:titular, S:surt, E:entra, ES:entra i surt, PJ:partits jugats, GM:gols marcats, GE:gols encaixats, TG:targetes grogues, TV:targetes vermelles \| groga \| groga + groga \| groga + vermella \| vermella \| sanció \| lesió \| baixa \| | T:titular, S:surt, E:entra, ES:entra i surt, PJ:partits jugats, GM:gols marcats, GE:gols encaixats, TG:targetes grogues, TV:targetes vermelles \| groga \| groga + groga \| groga + vermella \| vermella \| sanció \| lesió \| baixa \| | T:titular, S:surt, E:entra, ES:entra i surt, PJ:partits jugats, GM:gols marcats, GE:gols encaixats, TG:targetes grogues, TV:targetes vermelles \| groga \| groga + groga \| groga + vermella \| vermella \| sanció \| lesió \| baixa \| | T:titular, S:surt, E:entra, ES:entra i surt, PJ:partits jugats, GM:gols marcats, GE:gols encaixats, TG:targetes grogues, TV:targetes vermelles \| groga \| groga + groga \| groga + vermella \| vermella \| sanció \| lesió \| baixa \| | T:titular, S:surt, E:entra, ES:entra i surt, PJ:partits jugats, GM:gols marcats, GE:gols encaixats, TG:targetes grogues, TV:targetes vermelles \| groga \| groga + groga \| groga + vermella \| vermella \| sanció \| lesió \| baixa \| | T:titular, S:surt, E:entra, ES:entra i surt, PJ:partits jugats, GM:gols marcats, GE:gols encaixats, TG:targetes grogues, TV:targetes vermelles \| groga \| groga + groga \| groga + vermella \| vermella \| sanció \| lesió \| baixa \| | T:titular, S:surt, E:entra, ES:entra i surt, PJ:partits jugats, GM:gols marcats, GE:gols encaixats, TG:targetes grogues, TV:targetes vermelles \| groga \| groga + groga \| groga + vermella \| vermella \| sanció \| lesió \| baixa \| | T:titular, S:surt, E:entra, ES:entra i surt, PJ:partits jugats, GM:gols marcats, GE:gols encaixats, TG:targetes grogues, TV:targetes vermelles \| groga \| groga + groga \| groga + vermella \| vermella \| sanció \| lesió \| baixa \| | T:titular, S:surt, E:entra, ES:entra i surt, PJ:partits jugats, GM:gols marcats, GE:gols encaixats, TG:targetes grogues, TV:targetes vermelles \| groga \| groga + groga \| groga + vermella \| vermella \| sanció \| lesió \| baixa \| | T:titular, S:surt, E:entra, ES:entra i surt, PJ:partits jugats, GM:gols marcats, GE:gols encaixats, TG:targetes grogues, TV:targetes vermelles \| groga \| groga + groga \| groga + vermella \| vermella \| sanció \| lesió \| baixa \| | T:titular, S:surt, E:entra, ES:entra i surt, PJ:partits jugats, GM:gols marcats, GE:gols encaixats, TG:targetes grogues, TV:targetes vermelles \| groga \| groga + groga \| groga + vermella \| vermella \| sanció \| lesió \| baixa \| | T:titular, S:surt, E:entra, ES:entra i surt, PJ:partits jugats, GM:gols marcats, GE:gols encaixats, TG:targetes grogues, TV:targetes vermelles \| groga \| groga + groga \| groga + vermella \| vermella \| sanció \| lesió \| baixa \| | T:titular, S:surt, E:entra, ES:entra i surt, PJ:partits jugats, GM:gols marcats, GE:gols encaixats, TG:targetes grogues, TV:targetes vermelles \| groga \| groga + groga \| groga + vermella \| vermella \| sanció \| lesió \| baixa \| | T:titular, S:surt, E:entra, ES:entra i surt, PJ:partits jugats, GM:gols marcats, GE:gols encaixats, TG:targetes grogues, TV:targetes vermelles \| groga \| groga + groga \| groga + vermella \| vermella \| sanció \| lesió \| baixa \| | T:titular, S:surt, E:entra, ES:entra i surt, PJ:partits jugats, GM:gols marcats, GE:gols encaixats, TG:targetes grogues, TV:targetes vermelles \| groga \| groga + groga \| groga + vermella \| vermella \| sanció \| lesió \| baixa \| | T:titular, S:surt, E:entra, ES:entra i surt, PJ:partits jugats, GM:gols marcats, GE:gols encaixats, TG:targetes grogues, TV:targetes vermelles \| groga \| groga + groga \| groga + vermella \| vermella \| sanció \| lesió \| baixa \| | T:titular, S:surt, E:entra, ES:entra i surt, PJ:partits jugats, GM:gols marcats, GE:gols encaixats, TG:targetes grogues, TV:targetes vermelles \| groga \| groga + groga \| groga + vermella \| vermella \| sanció \| lesió \| baixa \| | T:titular, S:surt, E:entra, ES:entra i surt, PJ:partits jugats, GM:gols marcats, GE:gols encaixats, TG:targetes grogues, TV:targetes vermelles \| groga \| groga + groga \| groga + vermella \| vermella \| sanció \| lesió \| baixa \| | T:titular, S:surt, E:entra, ES:entra i surt, PJ:partits jugats, GM:gols marcats, GE:gols encaixats, TG:targetes grogues, TV:targetes vermelles \| groga \| groga + groga \| groga + vermella \| vermella \| sanció \| lesió \| baixa \| | T:titular, S:surt, E:entra, ES:entra i surt, PJ:partits jugats, GM:gols marcats, GE:gols encaixats, TG:targetes grogues, TV:targetes vermelles \| groga \| groga + groga \| groga + vermella \| vermella \| sanció \| lesió \| baixa \| | T:titular, S:surt, E:entra, ES:entra i surt, PJ:partits jugats, GM:gols marcats, GE:gols encaixats, TG:targetes grogues, TV:targetes vermelles \| groga \| groga + groga \| groga + vermella \| vermella \| sanció \| lesió \| baixa \| | T:titular, S:surt, E:entra, ES:entra i surt, PJ:partits jugats, GM:gols marcats, GE:gols encaixats, TG:targetes grogues, TV:targetes vermelles \| groga \| groga + groga \| groga + vermella \| vermella \| sanció \| lesió \| baixa \| | T:titular, S:surt, E:entra, ES:entra i surt, PJ:partits jugats, GM:gols marcats, GE:gols encaixats, TG:targetes grogues, TV:targetes vermelles \| groga \| groga + groga \| groga + vermella \| vermella \| sanció \| lesió \| baixa \| | T:titular, S:surt, E:entra, ES:entra i surt, PJ:partits jugats, GM:gols marcats, GE:gols encaixats, TG:targetes grogues, TV:targetes vermelles \| groga \| groga + groga \| groga + vermella \| vermella \| sanció \| lesió \| baixa \| | T:titular, S:surt, E:entra, ES:entra i surt, PJ:partits jugats, GM:gols marcats, GE:gols encaixats, TG:targetes grogues, TV:targetes vermelles \| groga \| groga + groga \| groga + vermella \| vermella \| sanció \| lesió \| baixa \| | T:titular, S:surt, E:entra, ES:entra i surt, PJ:partits jugats, GM:gols marcats, GE:gols encaixats, TG:targetes grogues, TV:targetes vermelles \| groga \| groga + groga \| groga + vermella \| vermella \| sanció \| lesió \| baixa \| | Per sanció      |                 |    |    |     |    |
| T:titular, S:surt, E:entra, ES:entra i surt, PJ:partits jugats, GM:gols marcats, GE:gols encaixats, TG:targetes grogues, TV:targetes vermelles \| groga \| groga + groga \| groga + vermella \| vermella \| sanció \| lesió \| baixa \| | T:titular, S:surt, E:entra, ES:entra i surt, PJ:partits jugats, GM:gols marcats, GE:gols encaixats, TG:targetes grogues, TV:targetes vermelles \| groga \| groga + groga \| groga + vermella \| vermella \| sanció \| lesió \| baixa \| | T:titular, S:surt, E:entra, ES:entra i surt, PJ:partits jugats, GM:gols marcats, GE:gols encaixats, TG:targetes grogues, TV:targetes vermelles \| groga \| groga + groga \| groga + vermella \| vermella \| sanció \| lesió \| baixa \| | T:titular, S:surt, E:entra, ES:entra i surt, PJ:partits jugats, GM:gols marcats, GE:gols encaixats, TG:targetes grogues, TV:targetes vermelles \| groga \| groga + groga \| groga + vermella \| vermella \| sanció \| lesió \| baixa \| | T:titular, S:surt, E:entra, ES:entra i surt, PJ:partits jugats, GM:gols marcats, GE:gols encaixats, TG:targetes grogues, TV:targetes vermelles \| groga \| groga + groga \| groga + vermella \| vermella \| sanció \| lesió \| baixa \| | T:titular, S:surt, E:entra, ES:entra i surt, PJ:partits jugats, GM:gols marcats, GE:gols encaixats, TG:targetes grogues, TV:targetes vermelles \| groga \| groga + groga \| groga + vermella \| vermella \| sanció \| lesió \| baixa \| | T:titular, S:surt, E:entra, ES:entra i surt, PJ:partits jugats, GM:gols marcats, GE:gols encaixats, TG:targetes grogues, TV:targetes vermelles \| groga \| groga + groga \| groga + vermella \| vermella \| sanció \| lesió \| baixa \| | T:titular, S:surt, E:entra, ES:entra i surt, PJ:partits jugats, GM:gols marcats, GE:gols encaixats, TG:targetes grogues, TV:targetes vermelles \| groga \| groga + groga \| groga + vermella \| vermella \| sanció \| lesió \| baixa \| | T:titular, S:surt, E:entra, ES:entra i surt, PJ:partits jugats, GM:gols marcats, GE:gols encaixats, TG:targetes grogues, TV:targetes vermelles \| groga \| groga + groga \| groga + vermella \| vermella \| sanció \| lesió \| baixa \| | T:titular, S:surt, E:entra, ES:entra i surt, PJ:partits jugats, GM:gols marcats, GE:gols encaixats, TG:targetes grogues, TV:targetes vermelles \| groga \| groga + groga \| groga + vermella \| vermella \| sanció \| lesió \| baixa \| | T:titular, S:surt, E:entra, ES:entra i surt, PJ:partits jugats, GM:gols marcats, GE:gols encaixats, TG:targetes grogues, TV:targetes vermelles \| groga \| groga + groga \| groga + vermella \| vermella \| sanció \| lesió \| baixa \| | T:titular, S:surt, E:entra, ES:entra i surt, PJ:partits jugats, GM:gols marcats, GE:gols encaixats, TG:targetes grogues, TV:targetes vermelles \| groga \| groga + groga \| groga + vermella \| vermella \| sanció \| lesió \| baixa \| | T:titular, S:surt, E:entra, ES:entra i surt, PJ:partits jugats, GM:gols marcats, GE:gols encaixats, TG:targetes grogues, TV:targetes vermelles \| groga \| groga + groga \| groga + vermella \| vermella \| sanció \| lesió \| baixa \| | T:titular, S:surt, E:entra, ES:entra i surt, PJ:partits jugats, GM:gols marcats, GE:gols encaixats, TG:targetes grogues, TV:targetes vermelles \| groga \| groga + groga \| groga + vermella \| vermella \| sanció \| lesió \| baixa \| | T:titular, S:surt, E:entra, ES:entra i surt, PJ:partits jugats, GM:gols marcats, GE:gols encaixats, TG:targetes grogues, TV:targetes vermelles \| groga \| groga + groga \| groga + vermella \| vermella \| sanció \| lesió \| baixa \| | T:titular, S:surt, E:entra, ES:entra i surt, PJ:partits jugats, GM:gols marcats, GE:gols encaixats, TG:targetes grogues, TV:targetes vermelles \| groga \| groga + groga \| groga + vermella \| vermella \| sanció \| lesió \| baixa \| | T:titular, S:surt, E:entra, ES:entra i surt, PJ:partits jugats, GM:gols marcats, GE:gols encaixats, TG:targetes grogues, TV:targetes vermelles \| groga \| groga + groga \| groga + vermella \| vermella \| sanció \| lesió \| baixa \| | T:titular, S:surt, E:entra, ES:entra i surt, PJ:partits jugats, GM:gols marcats, GE:gols encaixats, TG:targetes grogues, TV:targetes vermelles \| groga \| groga + groga \| groga + vermella \| vermella \| sanció \| lesió \| baixa \| | T:titular, S:surt, E:entra, ES:entra i surt, PJ:partits jugats, GM:gols marcats, GE:gols encaixats, TG:targetes grogues, TV:targetes vermelles \| groga \| groga + groga \| groga + vermella \| vermella \| sanció \| lesió \| baixa \| | T:titular, S:surt, E:entra, ES:entra i surt, PJ:partits jugats, GM:gols marcats, GE:gols encaixats, TG:targetes grogues, TV:targetes vermelles \| groga \| groga + groga \| groga + vermella \| vermella \| sanció \| lesió \| baixa \| | T:titular, S:surt, E:entra, ES:entra i surt, PJ:partits jugats, GM:gols marcats, GE:gols encaixats, TG:targetes grogues, TV:targetes vermelles \| groga \| groga + groga \| groga + vermella \| vermella \| sanció \| lesió \| baixa \| | T:titular, S:surt, E:entra, ES:entra i surt, PJ:partits jugats, GM:gols marcats, GE:gols encaixats, TG:targetes grogues, TV:targetes vermelles \| groga \| groga + groga \| groga + vermella \| vermella \| sanció \| lesió \| baixa \| | T:titular, S:surt, E:entra, ES:entra i surt, PJ:partits jugats, GM:gols marcats, GE:gols encaixats, TG:targetes grogues, TV:targetes vermelles \| groga \| groga + groga \| groga + vermella \| vermella \| sanció \| lesió \| baixa \| | T:titular, S:surt, E:entra, ES:entra i surt, PJ:partits jugats, GM:gols marcats, GE:gols encaixats, TG:targetes grogues, TV:targetes vermelles \| groga \| groga + groga \| groga + vermella \| vermella \| sanció \| lesió \| baixa \| | T:titular, S:surt, E:entra, ES:entra i surt, PJ:partits jugats, GM:gols marcats, GE:gols encaixats, TG:targetes grogues, TV:targetes vermelles \| groga \| groga + groga \| groga + vermella \| vermella \| sanció \| lesió \| baixa \| | T:titular, S:surt, E:entra, ES:entra i surt, PJ:partits jugats, GM:gols marcats, GE:gols encaixats, TG:targetes grogues, TV:targetes vermelles \| groga \| groga + groga \| groga + vermella \| vermella \| sanció \| lesió \| baixa \| | T:titular, S:surt, E:entra, ES:entra i surt, PJ:partits jugats, GM:gols marcats, GE:gols encaixats, TG:targetes grogues, TV:targetes vermelles \| groga \| groga + groga \| groga + vermella \| vermella \| sanció \| lesió \| baixa \| | T:titular, S:surt, E:entra, ES:entra i surt, PJ:partits jugats, GM:gols marcats, GE:gols encaixats, TG:targetes grogues, TV:targetes vermelles \| groga \| groga + groga \| groga + vermella \| vermella \| sanció \| lesió \| baixa \| | T:titular, S:surt, E:entra, ES:entra i surt, PJ:partits jugats, GM:gols marcats, GE:gols encaixats, TG:targetes grogues, TV:targetes vermelles \| groga \| groga + groga \| groga + vermella \| vermella \| sanció \| lesió \| baixa \| | T:titular, S:surt, E:entra, ES:entra i surt, PJ:partits jugats, GM:gols marcats, GE:gols encaixats, TG:targetes grogues, TV:targetes vermelles \| groga \| groga + groga \| groga + vermella \| vermella \| sanció \| lesió \| baixa \| | T:titular, S:surt, E:entra, ES:entra i surt, PJ:partits jugats, GM:gols marcats, GE:gols encaixats, TG:targetes grogues, TV:targetes vermelles \| groga \| groga + groga \| groga + vermella \| vermella \| sanció \| lesió \| baixa \| | T:titular, S:surt, E:entra, ES:entra i surt, PJ:partits jugats, GM:gols marcats, GE:gols encaixats, TG:targetes grogues, TV:targetes vermelles \| groga \| groga + groga \| groga + vermella \| vermella \| sanció \| lesió \| baixa \| | T:titular, S:surt, E:entra, ES:entra i surt, PJ:partits jugats, GM:gols marcats, GE:gols encaixats, TG:targetes grogues, TV:targetes vermelles \| groga \| groga + groga \| groga + vermella \| vermella \| sanció \| lesió \| baixa \| | T:titular, S:surt, E:entra, ES:entra i surt, PJ:partits jugats, GM:gols marcats, GE:gols encaixats, TG:targetes grogues, TV:targetes vermelles \| groga \| groga + groga \| groga + vermella \| vermella \| sanció \| lesió \| baixa \| | T:titular, S:surt, E:entra, ES:entra i surt, PJ:partits jugats, GM:gols marcats, GE:gols encaixats, TG:targetes grogues, TV:targetes vermelles \| groga \| groga + groga \| groga + vermella \| vermella \| sanció \| lesió \| baixa \| | T:titular, S:surt, E:entra, ES:entra i surt, PJ:partits jugats, GM:gols marcats, GE:gols encaixats, TG:targetes grogues, TV:targetes vermelles \| groga \| groga + groga \| groga + vermella \| vermella \| sanció \| lesió \| baixa \| | T:titular, S:surt, E:entra, ES:entra i surt, PJ:partits jugats, GM:gols marcats, GE:gols encaixats, TG:targetes grogues, TV:targetes vermelles \| groga \| groga + groga \| groga + vermella \| vermella \| sanció \| lesió \| baixa \| | T:titular, S:surt, E:entra, ES:entra i surt, PJ:partits jugats, GM:gols marcats, GE:gols encaixats, TG:targetes grogues, TV:targetes vermelles \| groga \| groga + groga \| groga + vermella \| vermella \| sanció \| lesió \| baixa \| | T:titular, S:surt, E:entra, ES:entra i surt, PJ:partits jugats, GM:gols marcats, GE:gols encaixats, TG:targetes grogues, TV:targetes vermelles \| groga \| groga + groga \| groga + vermella \| vermella \| sanció \| lesió \| baixa \| | Totals          | Totals          | 52 | 63 | 126 | 6  |
| groga | groga + groga | groga + vermella | vermella | sanció | lesió | baixa | | | | | | | | | | | | | | | | | | | | | | | | | | | | | | | | |                 |                 |    |    |     |    |

## Resultats i classificacions
| Amistosos |

| 26 juliol 2015 | EC Granollers | (suspès) | CF Badalona (juvenil) | Granollers      |  |
| 20:00          |               |          |                       | Carrer Girona · |  |

| 29 juliol 2015 | EC Granollers | 2 – 1                         | Girona CF (juvenil)                                                                                         | Granollers                                                |  |
| 20:30          | Pol 57' · Diego Novo 80' Ortega · Berjano, David Durán, Sergi Valls, Font · Rugi, Burgos · Fortuny, Marcelo, Didi · Bauli | Mundo Deportivo EC Granollers | 71' Pimentel · Pol · Caixal, Abad, Abderrad, Cunill · Álamo, Alejandro, Carles, Seegu · Bargalló, Verdaguer | Carrer Girona · 100 espectadors · Víctor García Verdura · |  |

| 1 agost 2015                    | CE Farners-Selva | 2 – 0                 | EC Granollers                                                                                 | Santa Coloma de Farners                            |  |
| 19:00 XXXVI Torneig de la Selva | Pitu Riart 39' · Riki Solà 70' (p.) Bartrina · Giró, Massa, Toni Güell, Pitu Riart · Cals, Iván Fernández · Ivan García, Pau Gusó, Marc Vilà · Arjona | Mundo Deportivo Sport | Ortega Sergio González, David Durán, Eloi, Font Rugi, Burgos Ricky, Marcelo, Bauli Diego Novo | Municipal · 150 espectadors · Eduard Valle Ponce · |  |

| 4 agost 2015                                 | EC Granollers                                                                         | 0 – 0                                | CE Europa                                                                                   | El Guinardó                                                                                              |                           |
| 18:00 XXX Històrics Futbol Català            | Joan Sergio González, Eloi, Suárez, Font Rugi, Burgos Didi, Marcelo, Ricky Diego Novo | Mundo Deportivo L'Esportiu Històrics | Fer Rubi, Cano, David López, Alegre Josa, Fran Bea, Padilla Pedro Bilbao, Abel Rita, Lozano | Guinardó · 450 espectadors · Daniel Galera Serrano · Vicente Alexandre Muñoz Baquero · Brian Díaz Díaz · |                           |
|                                              |                                                                                       | Tanda de penals                      |                                                                                             | |                           |
| Diego Novo (aturat) · Burgos (aturat) · Didi | Diego Novo (aturat) · Burgos (aturat) · Didi                                          | 1 – 3                                | Padilla · Cano · Fran Bea                                                                   | Padilla · Cano · Fran Bea                                                                                | Padilla · Cano · Fran Bea |

| 4 agost 2015                      | CF Badalona                                                                                              | 0 – 1                                | EC Granollers                                                                                                 | El Guinardó                                                                                              |  |
| 19:00 XXX Històrics Futbol Català | Marc Vito Carroza, Perona, Amantini, Fran Grima Bermúdez, Toni Lao Olmeda, Matheus, David Jiménez Raíllo | Mundo Deportivo L'Esportiu Històrics | 06' David Durán Ortega · David Durán, Eloi, Bellavista, Font · Héctor, Burgos · Peque, Àlex Gil, Didi · Bauli | Guinardó · 450 espectadors · Brian Díaz Díaz · Daniel Galera Serrano · Vicente Alexandre Muñoz Baquero · |  |

| 8 agost 2015                      | CE Júpiter                                                                           | 0 – 1                                | EC Granollers                                                                                     | El Guinardó                                                                                    |  |
| 18:00 XXX Històrics Futbol Català | Víctor Adrià, Marc González, Mika, Reina Marc Ahufinger, Geri Josu, Vives, Juan Kuku | Mundo Deportivo L'Esportiu Històrics | 34' Bauli Ortega · David Durán, Eloi, Suárez, Font · Rugi, Héctor · Didi, Àlex Gil, Ricky · Bauli | Guinardó · 350 espectadors · Jordi Molina Fernández · De la Iglesia Muñoz · Bernat Mas López · |  |

| 9 agost 2015                      | EC Granollers | 1 – 2                                                | CE L'Hospitalet | El Guinardó                                                                                             |  |
| 19:00 XXX Històrics Futbol Català | Carlos Cano 86' (p.) · Ortega · David Durán, Eloi, Suárez, Font · Rugi, Burgos · Didi, Àlex Gil, Ricky · Carlos Cano | Mundo Deportivo L'Esportiu Històrics CE L'Hospitalet | 19' Guzmán · 55' Javi Pérez Víctor · Óscar Sierra, Aleix, Savall, Castell · Miki Muñoz, Ton Alcover · Guzmán, Javi Pérez, David López · Boris | Guinardó · 300 espectadors · Arnau Llopart Carbó · Carlos Eduardo Sidoine Farfan · Quintero Fernández · |  |

| 12 agost 2015 | EC Granollers | 2 – 1                 | AC Sant Pol | Granollers                                |  |
| 20:00         | Ricky 42' (o.) · Sergio González 78' · Joan · Sergio González, Suárez, Bellavista, Sergi Valls · Héctor, Burgos · Marcelo, Àlex Gil, Ricky · Carlos Cano | Mundo Deportivo Sport | 70' Waggeh · Roger · Mahamadou, Sergi, Joan Josep, Genís · Jaume, Èric, Pol, Feliu · Josep Maria, Adrià Pacheco | Carrer Girona · Cristian López Carballo · |  |

| 15 agost 2015 | EC Granollers                                                                           | 0 – 1           | Girona FC B                                                                                           | Granollers                           |  |
| 19:00         | Ortega David Durán, Eloi, Suárez, Font Àlex Gil, Héctor, Rugi, Ricky Bauli, Carlos Cano | Mundo Deportivo | 80' Mario José · Dani Segura, Joan Pujol, Morales, Ferran · Ferrón, Carbó, Bech, Jebari · Moha, Mamau | Carrer Girona · Àlex Gómez Meneses · |  |

| 16 agost 2015 | UE Tona                                                                                     | 2 – 1           | EC Granollers | Tona                                 |  |
| 19:00         | Pol 50' · Mendo 62' Franc · Éric, Toti, Aitor, Sergi · Fredi, Bernat, Eloi, Pol · Quim, Pau | Mundo Deportivo | 56' Àlex Gil · Ortega · Sergio González, David Durán, Suárez, Font · Rugi, Burgos · Didi, Àlex Gil, Ricky · Carlos Cano | Nou Municipal · David Rovira Campà · |  |

| 10 febrer 2016 | FC Barcelona B                                        | 3 – 1                          | EC Granollers | Sant Joan Despí                                                                                    |  |
| 11:00          | Salva Chamorro (1-0) · Seong Ho-Paik · Xavi Quintillà | La Jornada del Vallès Acta FCF | (1-1) Eloi    | Ciutat Esportiva Joan Gamper (Camp 7) · Jugat a porta tancada espectadors · Rubén Ávalos Barrera · |  |

| Tercera Divisió |

| 23 agost 2015   | CF Peralada                                                                                | 0 – 1                               | EC Granollers                                                                                          | Peralada |  |
| 17:00 Jornada 1 | Ureña Argi, Botxi, Lluc, Mate Sergio García, Moñino, Cornellà, Jaume Duran Marc Mas, Litus | Mundo Deportivo L'Esportiu Acta FCF | 31' Didi Ortega · David Durán, Eloi, Suárez, Font · Rugi, Burgos · Didi, Àlex Gil, Ricky · Carlos Cano | Municipal · 300 espectadors · Óscar Carballo Vázquez · César García Peñacoba · Max Elías van Esso Castellet · |  |

| 29 agost 2015   | EC Granollers | 1 – 3                    | AEC Manlleu | Granollers                                                                                                |  |
| 19:30 Jornada 2 | David Durán 51' · Ortega · David Durán, Eloi, Suárez, Sergio González · Rugi, Burgos · Àlex Gil, Didi, Ricky · Carlos Cano | Mundo Deportivo Acta FCF | 27' 54' Óscar · 65' Joshua Segovia · Ot, Canal, Ballús, Peña · Maik, Martí Soler · Pol Coll, Brice, Joshua · Óscar | Carrer Girona · 300 espectadors · Gonzalo Romero Freixas · Karim Mansouri · Juan Antonio Navarro García · |  |

| 6 setembre 2015 | UE Rubí                                                                                               | 1 – 1                    | EC Granollers | Rubí                                                                                       |  |
| 18:00 Jornada 3 | Grau 58' Juanmi · Kiki, Joel, Campos, Carrasco · Tino Mendoza, Aleix · Pau Gené, Romo, Grau · Estrada | Mundo Deportivo Acta FCF | 05' Àlex Gil Ortega · Sergio González, David Durán, Eloi, Font · Ferran Vila, Àlex Gil, Burgos, Marcelo · Bauli, Carlos Cano | Can Rosés · 450 espectadors · David García Rosel · Jordi Fullà Planas · Oriol Jarit Mesa · |  |

| 13 setembre 2015 | EC Granollers | 1 – 0                    | CE Sabadell FC B                                                                            | Granollers                                                                                       |  |
| 12:00 Jornada 4  | Ferran Vila 21' Ortega · Sergi Valls, Eloi, Suárez, Font · Rugi, Ricky · Ferran Vila, Àlex Gil, Didi · Carlos Cano | Mundo Deportivo Acta FCF | Sergio Parera, Estellés, Pol Moreno, Guillem Josep, Ferreira Max, Sandro, Cesc Clotet Manel | Carrer Girona · 200 espectadors · Rubén Mancera Antón · Sergi Font Portell · Aleix Roig Antoja · |  |

| 20 setembre 2015 | UE Sant Andreu | 2 – 2                    | EC Granollers | Sant Andreu de Palomar                                                                            |  |
| 17:00 Jornada 5  | Kevin Gissi 78' 93' Segovia · Llamas, Aitor Torres, Noguera, Borges · Melo, Dani Guerrero · Brian, Xavi Jiménez, Hugo · Kevin Gissi | Mundo Deportivo Acta FCF | 39' 54' Carlos Cano Ortega · Sergi Valls, Eloi, Suárez, Font · Rugi, Ricky · Ferran Vila, Àlex Gil, Didi · Carlos Cano | Narcís Sala · 750 espectadors · Israel Gómez Hernández · Jesús Gimeno Solans · Àlex Vidal Canal · |  |

| 27 setembre 2015 | EC Granollers | 1 – 0                    | CF Montañesa                                                                                          | Granollers                                                                                                  |  |
| 12:00 Jornada 6  | Carlos Cano 04' Ortega · Sergi Valls, Eloi, Suárez, Font · Rugi, Ricky · Ferran Vila, Àlex Gil, Didi · Carlos Cano | Mundo Deportivo Acta FCF | Tato Santos, Pere Segarra, Alberto García, Aleix Rubén, Uri Juanlu, Toni Pérez, Velillas Pedro García | Carrer Girona · 250 espectadors · Adrià Picazo Hernández · Héctor Rosco Férriz · Josep Antoni Vigo Gatius · |  |

| 4 octubre 2015  | Cerdanyola del Vallès FC                                                                                | 0 – 4                    | EC Granollers | Cerdanyola del Vallès                                                                                    |  |
| 12:00 Jornada 7 | Pociello Galeano, Víctor Durán, Barriendos, Cuadras Juli, Dani Valderas Ginés, Pitu, Diego Javi Sánchez | Mundo Deportivo Acta FCF | 57' 77' Carlos Cano · 71' Eloi · 83' Bauli Ortega · David Durán, Eloi, Suárez, Font · Rugi, Burgos · Ferran Vila, Àlex Gil, Didi · Carlos Cano | Les Fontetes · 250 espectadors · Edwar Miguel Gonzales Moreno · Jonathan Miguel Teruel · Micael Erlich · |  |

| 11 octubre 2015 | EC Granollers                                                                                           | 1 – 1                               | FC Ascó | Granollers |  |
| 12:30 Jornada 8 | Bauli 95' Ortega · David Durán, Eloi, Suárez, Font · Rugi, Burgos · Didi, Àlex Gil, Ricky · Carlos Cano | Mundo Deportivo L'Esportiu Acta FCF | 58' Genís Sergi · Edu Vives, Joel Coch, De Nova, Dani Argilaga · Miki Massana, Godia · Genís, Asier Eizaguirre, Èric Llopis · Virgili | Carrer Girona · 350 espectadors · Vicente Alexandre Muñoz Baquero · Daniel Galera Serrano · Miguel Enríquez Expósito · |  |

| 18 octubre 2015 | FC Vilafranca | 3 – 1                               | EC Granollers | Vilafranca del Penedès                                                                               |  |
| 12:15 Jornada 9 | Merchán 05' · Font 60' (p.p.) · Santi Triguero 64' (aturat) 64' Miguel · Marc Duran, Joan Castillo, Fonta, Casas · Medina, Merchán · Gestí, Oribe, Bueno · Santi Triguero | Mundo Deportivo L'Esportiu Acta FCF | 65' (p.p.) Marc Duran · Ortega · Sergi Valls, David Durán, Eloi, Font · Rugi, Burgos · Didi, Àlex Gil, Ricky · Carlos Cano | Municipal · 200 espectadors · Carlos Albelda Bárcena · César García Peñacoba · Kevin Pérez Asensio · |  |

| 25 octubre 2015  | EC Granollers | 2 – 1                                                          | UE Figueres | Granollers |  |
| 12:00 Jornada 10 | Didi 46' · Carlos Cano 78' Ortega · David Durán, Eloi, Bellavista, Sergi Valls · Rugi, Burgos · Ferran Vila, Ricky, Didi · Bauli | Mundo Deportivo L'Esportiu 1 L'Esportiu 2 UE Figueres Acta FCF | 47' Roger Vidal · Gallego · Quimo, Chicho, Sergi Romero, Varese · Grau · Roger Vidal, Venzal · Pedro, Adrià, Ritxi | Carrer Girona · 300 espectadors · Raúl Calle Martínez · Jesús Martínez Navarro · Adrià de la Fuente Domingo · |  |

| 28 octubre 2015  | CF Gavà | 1 – 0                               | EC Granollers                                                                                   | Gavà |  |
| 19:00 Jornada 11 | Cazorla 48' Éric Alcaraz · Joel, Pujol, Cazorla, Roger · Chirri, Pla, Iu Ranera, Álex Cano · Raíllo, Niko Kata | Mundo Deportivo L'Esportiu Acta FCF | Ortega David Durán, Eloi, Suárez, Sergi Valls Rugi, Héctor Ferran Vila, Ricky, Didi Carlos Cano | La Bòbila · 450 espectadors · David Congost Larrosa · Sergio Manjón Villazala · Marcos Fernández Quintero · |  |

| 1 novembre 2015  | EC Granollers | 3 – 1                               | CD Masnou                                                                                                | Granollers |  |
| 12:00 Jornada 12 | Didi 06' · Bauli 53' · Ferran Vila 85' Ortega · Sergi Valls, Eloi, Suárez, Font · Ferran Vila, Rugi, Héctor, Didi · Carlos Cano, Bauli | Mundo Deportivo L'Esportiu Acta FCF | 16' Gerard · Rafa Leva · Márquez, Juanma, Guti, Samper · Pol, Edu Domingo, Sebas · Gerard, Mendo, Llobet | Carrer Girona · 400 espectadors · Óscar Carballo Vázquez · Alberto Hernández Ortiz · Carlos Eduardo Sidoine Farfan · |  |

| 8 novembre 2015  | Palamós CF                                                                                                 | 1 – 1                               | EC Granollers                                                                                             | Palamós |  |
| 12:30 Jornada 13 | Marçal 96' Bayona · Herrera, David Cano, Ayala, Moha · Jordi Matamala, Narcís · Agi, Medina, Marçal · Coro | Mundo Deportivo L'Esportiu Acta FCF | 86' Mora Ortega · David Durán, Eloi, Suárez, Font · Burgos, Rugi · Ferran Vila, Ricky, Didi · Carlos Cano | Nou Estadi de Palamós · 500 espectadors · Carlos Rodríguez Enrique · Alejandro Álvarez Molina · Micael Erlich Hornes · |  |

| 15 novembre 2015 | EC Granollers                                                                                                  | 1 – 1                               | CE Júpiter | Granollers                                                                                            |  |
| 12:00 Jornada 14 | Carlos Cano 12' Ortega · David Durán, Eloi, Suárez, Font · Ferran Vila, Rugi, Ricky, Didi · Carlos Cano, Bauli | Mundo Deportivo L'Esportiu Acta FCF | 69' Josu Víctor · Escribano, Sergi, Marc Ahufinger, Marc González · Anas, Vives · Mechi, Prat, Pau Darbra · Quim Solano | Carrer Girona · 500 espectadors · Juan Manuel Martín Varas · Sergi Font Portell · Joan Ponce Moreno · |  |

| 22 novembre 2015 | Santfeliuenc FC                                                                                                  | 3 – 1                                                              | EC Granollers                                                                                               | Sant Feliu de Llobregat                                                                                |  |
| 18:00 Jornada 15 | Toro 11' · Adri 36' · Éric 92' Oliver · Víctor, Joserra, Pere, Alberto · Maldo, Tena, Bolaños, Éric · Toro, Adri | Mundo Deportivo L'Esportiu Ara Vallès Esport Blanc i Blau Acta FCF | 58' Didi · Ortega · David Durán, Eloi, Suárez, Font · Burgos, Rugi · Ferran Vila, Didi, Ricky · Carlos Cano | Les Grases · 400 espectadors · Carlos Calderiña Pavón · Rubén Molina Ruiz · Miguel Enríquez Expósito · |  |

| 29 novembre 2015 | EC Granollers | 2 – 0                               | CD Morell                                                                    | Granollers                                                                                                |  |
| 12:00 Jornada 16 | Didi 05' · Eloi 83' Ortega · Sergi Valls, Eloi, Suárez, Font · Ferran Vila, Rugi, Ricky, Didi · Carlos Cano, Bauli | Mundo Deportivo L'Esportiu Acta FCF | Miki Adri, Sangrà, Julve, Miranda Prince, Oribe Roca, Bicho, Xavi Jaime Samu | Carrer Girona · 350 espectadors · Arnau Llopart Carbó · Sergio García Cobos · Pablo de la Iglesia Muñoz · |  |

| 13 desembre 2015 | EC Granollers | 5 – 0                               | Terrassa FC                                                                                    | Granollers |  |
| 12:00 Jornada 17 | Bauli 32' 33' 56' · Ferran Vila 51' · Pedro Bilbao 79' Ortega · Sergi Valls, Bellavista, Suárez, Font · Héctor, Ricky · Ferran Vila, Rugi, Didi · Bauli | Mundo Deportivo L'Esportiu Acta FCF | Barragán Chele, Jou, Peña, Javi González Xavi Boniquet, Adri Gimeno, Güell Isaac, Óscar, Ángel | Carrer Girona · 400 espectadors · Sergio Guijarro Álvarez · Gerard Balcells Dalmau · Juan Antonio Navarro García · |  |

| 19 desembre 2015 | AE Prat | 2 – 0                               | EC Granollers                                                                      | El Prat de Llobregat                                                                               |  |
| 18:00 Jornada 18 | Ignacio 03' · Jordi Sánchez 70' Toni · Albarrán, Aitor Lario, Oriol Ricarte, Rovira · Javi Lara, Jaime · Ignacio, Jordi Sánchez, Nacho · Sascha | Mundo Deportivo L'Esportiu Acta FCF | Ortega Sergi Valls, Eloi, Suárez, Font Héctor, Ricky Ferran Vila, Rugi, Didi Bauli | Municipal Sagnier · 500 espectadors · Brian Díaz Díaz · David Rovira Campà · Kevin Pérez Asensio · |  |

| 3 gener 2016     | EC Granollers | 2 – 3                               | CE Europa | Granollers                                                                                                  |  |
| 12:00 Jornada 19 | Didi 25' · Pedro Bilbao 33' · Ortega · Sergi Valls, Eloi, Suárez, Font · Héctor · Pedro Bilbao, Àlex Gil, Ricky, Didi · Carlos Cano | Mundo Deportivo L'Esportiu Acta FCF | 47' Poves · 82' Cano · 87' Abel Rita Gianni · Oriol Dot, Cano, Alberto, Nils · Uri, Padilla, Josa · Ramon Rovira, Abel Rita, Montoro | Carrer Girona · 400 espectadors · David García Rosel · José Antonio Berjaga Ruz · Ester Parramon Monerris · |  |

| 10 gener 2016    | EC Granollers                                                                              | 0 – 0                               | CF Peralada                                                                                 | Granollers |  |
| 12:00 Jornada 20 | Ortega Sergi Valls, Eloi, Suárez, Font Pedro Bilbao, Rugi, Héctor, Didi Carlos Cano, Bauli | Mundo Deportivo L'Esportiu Acta FCF | Ureña Sergio García, Botxi, Lluc, Argi Moñino, Cornellà, Jaume Duran Molina, Marc Mas, Kike | Carrer Girona · 250 espectadors · Xavier Bertomeu García · Víctor Orgaz Serran · Ainara Andrea Acevedo Dudley · |  |

| 17 gener 2016    | AEC Manlleu | 2 – 1                               | EC Granollers | Manlleu                                                                                                   |  |
| 12:00 Jornada 21 | Joshua 03' · Manel Sala 55' (p.) Aroca · Ot, Canal, Marimon, Peña · Kako, Seuma, Maik, Joshua · Manel Sala, Arnal | Mundo Deportivo L'Esportiu Acta FCF | 82' Carlos Cano · Ortega · Sergi Valls, Eloi, Bellavista, Font · Burgos, Rugi · Ferran Vila, Àlex Gil, Didi · Carlos Cano | Municipal · 450 espectadors · Pau García Fuster · Francesc Xavier Vilaró Alarcón · Josep Vilaró Alarcón · |  |

| 24 gener 2016    | EC Granollers | 2 – 1                                              | UE Rubí | Granollers                                                                                            |  |
| 12:00 Jornada 22 | Carlos Cano 71' (p.) 83' (p.) Ortega · David Durán, Eloi, Suárez, Font · Rugi, Ricky · Pedro Bilbao, Àlex Gil, Didi · Carlos Cano | Mundo Deportivo L'Esportiu 1 L'Esportiu 2 Acta FCF | 50' Romo Jaume Bracons · Campos, Kiki, Carrasco, Marc · Tino Mendoza, Pau López · Jan Lladó, Aleix, Pau Gené · Romo | Carrer Girona · 300 espectadors · Carlos Rodríguez Enrique · Pol Roig Portell · Sergio García Cobos · |  |

| 31 gener 2016    | CE Sabadell FC B | 1 – 1                               | EC Granollers | Castellar del Vallès                                                                                      |  |
| 17:00 Jornada 23 | Español 12' · Aliaga · Parera, Estellés, Pol Moreno, Guillem · Josep, Ñito · Español, Sandro, Cesc Clotet · Joel Méndez | Mundo Deportivo L'Esportiu Acta FCF | 49' Àlex Gil · 86' (aturat) Didi Ortega · Aitor Torres, Eloi, Suárez, Font · Héctor · Pedro Bilbao, Rugi, Àlex Gil · Carlos Cano, Mora | Pepín Valls · 400 espectadors · Sergi Carrero Romera · Adrià de la Fuente Domingo · Josep Salinas Ureña · |  |

| 6 febrer 2016    | EC Granollers | 1 – 3                               | UE Sant Andreu | Granollers                                                                                         |  |
| 16:30 Jornada 24 | Rugi 13' · Ortega · Aitor Torres, Eloi, Suárez, Sergi Valls · Héctor, Rugi · Pedro Bilbao, Àlex Gil, Didi · Bauli | Mundo Deportivo L'Esportiu Acta FCF | 11' (p.) 51' Kevin Gissi · 77' Llamas Segovia · Llamas, Manu Viale, Noguera, Payán · Canadell, Xavi Jiménez · Brian, Pluvins, Rubén · Kevin Gissi | Carrer Girona · 450 espectadors · Gerard Castellet Julià · Sergi Jacas Puig · Arnau Martí Rovira · |  |

| 14 febrer 2016   | CF Montañesa | 1 – 0                    | EC Granollers                                                                                          | Nou Barris                                                                                              |  |
| 12:00 Jornada 25 | Aleix 44' Tato · Santos, Dowi, Alberto García, Aleix · Dani Sánchez, Uri · Juanlu, Toni Pérez, Velillas · Joel Martínez | Mundo Deportivo Acta FCF | Ortega Aitor Torres, David Durán, Suárez, Sergi Valls Héctor, Rugi Pedro Bilbao, Àlex Gil, Ricky Bauli | Municipal · 400 espectadors · Rubén Mancera Antón · Marc Balastegui Espinosa · Gerard Nierga Gelabert · |  |

| 21 febrer 2016   | EC Granollers                                                                                               | 1 – 2                               | Cerdanyola del Vallès FC | Granollers                                                                                               |  |
| 12:00 Jornada 26 | Rugi 31' (p.) · Ortega · Aitor Torres, Eloi, Suárez, Font · Héctor, Ricky · Pedro Bilbao, Rugi, Didi · Mora | Mundo Deportivo L'Esportiu Acta FCF | 30' Juli · 75' Molins Avilés · Àlex Torres, Víctor Durán, Barriendos, Cuadras · Molins, Juli, Pitu · Daisuke, Èric Blasco, Jota | Carrer Girona · 400 espectadors · David Congost Larrosa · Jonathan Miguel Teruel · Anna Toneu Domènech · |  |

| 28 febrer 2016   | FC Ascó | 1 – 0                               | EC Granollers                                                                               | Ascó |  |
| 12:00 Jornada 27 | Virgili 71' Manolo · Edu Vives, Joel Coch, Socías, Munta · Miki Massana, Godia · Gallego, Guiu, Roigé · Virgili | Mundo Deportivo L'Esportiu Acta FCF | Ortega Aitor Torres, Eloi, Suárez, Font Héctor, Ricky Pedro Bilbao, Rugi, Ferran Vila Bauli | Camp Municipal d'Esports · 230 espectadors · Carlos Albelda Bárcena · Alejandro Álvarez Molina · Pablo de la Iglesia Muñoz · |  |

| 2 març 2016      | EC Granollers | 1 – 4                               | FC Vilafranca | Granollers                                                                           |  |
| 20:00 Jornada 28 | Ricky 20' · Ortega · Sergi Valls, David Durán, Aitor Torres, Font · Héctor, Rugi · Pedro Bilbao, Ricky, Ferran Vila · Mora | Mundo Deportivo L'Esportiu Acta FCF | 16' 93' Oribe · 29' Ayala · 62' (p.) Santi Triguero Miguel Ramos · Marcos García, Joan Castillo, Fonta, Éric Vía · Medina, Oribe · Gestí, Illescas, Ayala · Santi Triguero | Carrer Girona · Adrià Picazo Hernández · Héctor Rosco Férriz · Jesús Gimeno Solans · |  |

| 6 març 2016      | UE Figueres | 4 – 0                                           | EC Granollers                                                                           | Vilatenim                                                                                            |  |
| 12:30 Jornada 29 | Ritxi 01' · Èric 15' · Pedro 57' · Moha 91' Gallego · Varese, Toni Cunill, Sergi Romero, Ramon Masó · Grau, Roger Vidal · Pedro, Èric, Ritxi · Adrià | Mundo Deportivo L'Esportiu UE Figueres Acta FCF | Ortega Aitor Torres, David Durán, Eloi, Font Héctor, Rugi Ferran Vila, Ricky, Didi Mora | Vilatenim · 400 espectadors · Cristian López Carballo · Sergi Jacas Puig · Guillem Mensa Moncunill · |  |

| 13 març 2016     | EC Granollers | 1 – 3                    | CF Gavà | Granollers                                                                                                  |  |
| 12:00 Jornada 30 | Carlos Cano 04' · Ortega · David Durán, Eloi, Aitor Torres, Sergi Valls · Héctor, Rugi · Ferran Vila, Didi, Ricky · Carlos Cano | Mundo Deportivo Acta FCF | 03' David Jiménez · 64' Nico Kata · 91' Boris Garros Éric Alcaraz · Joel, Pujol, Cazorla, Roger · David Jiménez, Pla, Iu Ranera, Niko Kata · Raíllo, Boris Garros | Carrer Girona · 400 espectadors · Arnau Llopart Carbó · Xavier Codina Casanovas · Alberto Hernández Ortiz · |  |

| 20 març 2016     | CD Masnou | 3 – 4                    | EC Granollers | El Masnou |  |
| 12:00 Jornada 31 | Roger Matamala 18' · Dani Prieto 28' · Guti 78' · Priego · Márquez, Nico Pandiani, Dani Prieto, Guti · Edu Domingo, Mendo · Arnau, Llobet, Pol · Roger Matamala | Mundo Deportivo Acta FCF | 31' Carlos Cano · 35' (p.p.) Dani Prieto · 52' Ricky · 64' Rugi Ortega · David Durán, Eloi, Suárez, Sergi Valls · Aitor Torres, Héctor, Rugi, Didi · Pedro Bilbao, Carlos Cano | Municipal · 200 espectadors · Óscar Carballo Vázquez · José María Rodríguez Enrique · Lluís Espallargas Casellas · |  |

| 3 abril 2016     | EC Granollers                                                                                                 | 1 – 4                               | Palamós CF | Granollers                                                                                                  |  |
| 12:00 Jornada 32 | Bauli 36' · Ortega · Aitor Torres, Eloi, David Durán, Font · Suárez · Pedro Bilbao, Rugi, Ricky, Didi · Bauli | Mundo Deportivo L'Esportiu Acta FCF | 07' Medina · 68' Narcís · 81' Makaay · 83' Ivan García Bayona · Herrera, Ayala, Pastor, Subi · Jordi Matamala, Narcís · Ivan García, Medina, Marçal · Feixas | Carrer Girona · 300 espectadors · Jordi Molina Fernández · Marc Padrós Baciero · Miguel Enríquez Expósito · |  |

| 10 abril 2016    | CE Júpiter | 3 – 2                    | EC Granollers | La Verneda i la Pau                                                                                           |  |
| 12:00 Jornada 33 | Josu 19' 83' · Quim Solano 24' Víctor · Escribano, Sergi, Jonathan, Ignasi · Anas, Gueri · Mechi, Josu, Pau Darbra · Quim Solano | Mundo Deportivo Acta FCF | 61' Sergi Valls · 85' Ferran Vila Ortega · Aitor Torres, Eloi, Suárez, Sergi Valls · Héctor · Pedro Bilbao, Rugi, Ricky, Didi · Bauli | La Verneda · 350 espectadors · Juan Manuel Martín Varas · Marc Balastegui Espinosa · Gerard Nierga Gelabert · |  |

| 17 abril 2016    | EC Granollers | 3 – 2                                                   | Santfeliuenc FC                                                                                               | Granollers |  |
| 12:00 Jornada 34 | Carlos Cano 31' · Didi 51' · Bauli 82' Ortega · Aitor Torres, David Durán, Bellavista, Sergi Valls · Héctor, Eloi, Ricky · Didi, Carlos Cano, Ferran Vila | Mundo Deportivo L'Esportiu Esport Blanc i Blau Acta FCF | 11' Toro · 74' Guille · Santi · Mata, Dani Ortiz, Pere, Alberto · Joserra · Maldo, Tena, Bolaños, Éric · Toro | Carrer Girona · 450 espectadors · Sergio Guijarro Álvarez · David Barón Ajenjo · Carlos Eduardo Sidoine Farfán · |  |

| 23 abril 2016    | CD Morell | 1 – 2                    | EC Granollers | El Morell                                                                                     |  |
| 17:00 Jornada 35 | Adri 64' (p.) Eudald · Prince, Pato, Julve, Adri · Bicho, Xavi Jaime, Oribe, Domènec · Sergi Moreno, Sellarès | Mundo Deportivo Acta FCF | 18' 38' Carlos Cano Ortega · Aitor Torres, David Durán, Bellavista, Sergi Valls · Héctor, Eloi, Ricky · Ferran Vila, Carlos Cano, Pedro Bilbao | Municipal · 150 espectadors · Raúl Calle Martínez · Joan Ponce Moreno · Víctor Orgaz Serrán · |  |

| 1 maig 2016      | Terrassa FC | 1 – 0                               | EC Granollers | Terrassa                                                                                          |  |
| 17:00 Jornada 36 | Joan Grasa 26' Manu Martín · Samu, Jou, Borges, Javi González · Merchán, Burgos · Isaac, Xavi Boniquet, Óscar · Joan Grasa | Mundo Deportivo L'Esportiu Acta FCF | Ortega Aitor Torres, David Durán, Eloi, Sergi Valls Héctor, Suárez, Ricky Pedro Bilbao, Carlos Cano, Ferran Vila | Olímpic · 2000 espectadors · Carlos Albelda Bárcena · David López Jiménez · Jesús Gimeno Solans · |  |

| 8 maig 2016      | EC Granollers | 1 – 1                               | AE Prat | Granollers                                                                                        |  |
| 12:00 Jornada 37 | Font 54' Ortega · Sergi Valls, Bellavista, Suárez, Font · Héctor, Eloi, Ricky · Ferran Vila, Carlos Cano, Àlex Gil | Mundo Deportivo L'Esportiu Acta FCF | 80' Ion Vázquez Toni · Éric Ruiz, Aitor Lario, Rovira, Fede · Jaime, Putxi, Ion Vázquez · Collado, Jordi Sánchez, Nacho | Carrer Girona · 300 espectadors · Álex Gómez Meneses · Sergi Font Portell · Sergio García Cobos · |  |

| 15 maig 2016     | CE Europa | 3 – 1                               | EC Granollers | Vila de Gràcia                                                                                      |  |
| 12:30 Jornada 38 | Poves 18' · Ramon Rovira 70' · Nils 91' Fer · Oriol Dot, Cano, Alberto, Rubi · Guzmán, Padilla, Iván · Ramon Rovira, Poves, Montoro | Mundo Deportivo L'Esportiu Acta FCF | 64' Carlos Cano · Ortega · Aitor Torres, Bellavista, Suárez, Font · Héctor, Eloi, Ricky · Ferran Vila, Carlos Cano, Àlex Gil | Nou Sardenya · 600 espectadors · Gonzalo Romero Freixas · Pavel Fernández García · Karim Mansouri · |  |

| Posició | J  | G  | E | P  | GF | GC | DG  | Punts |
| ------- | -- | -- | - | -- | -- | -- | --- | ----- |
| 17è     | 38 | 12 | 8 | 18 | 52 | 63 | -11 | 44    |